# بوسکونیا
بوسکونیا (به اسپانیایی: Bosconia) یک سکونتگاه مسکونی در کلمبیا است که در بخش سزار واقع شده‌است.

## خصوصیات
بوسکونیا ۳۰٬۳۳۴ نفر جمعیت دارد.